# Liv Grete Skjelbreidová Poiréeová
Liv Grete Skjelbreidová Poiréeová, za svobodna Liv Grete Skjelbreid (* 7. července 1974 Bergen) je bývalá norská biatlonová reprezentantka, vítězka celkového hodnocení světového poháru ze sezony 2003/2004, trojnásobná olympijská medailistka a osminásobná mistryně světa.
V letech 2000–2013 byla manželkou francouzského biatlonisty, čtyřnásobného vítěze celkového pořadí světového poháru, Raphaëla Poirée.

## Výsledky

### Olympijské hry a mistrovství světa
| Sezóna  | Akce | Místo          | SP  | SZ  | HZ  | IZ  | ŠT  | TEAM | Věk    |
| ------- | ---- | -------------- | --- | --- | --- | --- | --- | ---- | ------ |
| 1995/96 | MS   | Ruhpolding     | 7.  | ×   | ×   | 42. | 4.  | 12.  | 21 let |
| 1996/97 | MS   | Osrblie        | 39. | 42. | ×   | 39. | 2.  | 1.   | 22 let |
| 1997/98 | ZOH  | Nagano         | 4.  | 4.  | ×   | 2.  | 2.  | ×    | 23 let |
| 1998/99 | MS   | Kontiolahti    | 11. | 10. | 14. | 28. | 4.  | ×    | 24 let |
| 1999/00 | MS   | Oslo           | 1.  | 7.  | 1.  | 32. | 5.  | ×    | 25 let |
| 2000/01 | MS   | Pokljuka       | 3.  | 1.  | 3.  | 2.  | 4.  | ×    | 26 let |
| 2001/02 | ZOH  | Salt Lake City | 4.  | 4.  | ×   | 9.  | 5.. | ×    | 27 let |
| 2003/04 | MS   | Oberhof        | 1.  | 1.  | 1.  | 8.  | 1.  | ×    | 29 let |
| 2004/05 | MS   | Hochfilzen     | 37. | DNS | –   | –   | –   | ×    | 30 let |
| 2005/06 | ZOH  | Turín          | 12. | 6.  | 19. | 9.  | 5.  | ×    | 31 let |

Poznámka: Výsledky z mistrovství světa se započítávají do celkového hodnocení světového poháru, výsledky z olympijských her se dříve započítávaly, od olympijských her v Soči 2014 se nezapočítávají.